# Onbevlekte Ontvangenis van Maria
De Onbevlekte Ontvangenis van Maria is een dogma van de Katholieke Kerk dat stelt dat Maria verwekt werd en ter wereld kwam zonder met de erfzonde te zijn bevlekt. Deze bijzondere status van Maria wordt met een hoogfeest gevierd op 8 december, negen maanden voor het feest van de geboorte van Maria op 8 september. 
Maria werd met een niet door de erfzonde aangetaste ziel en lichaam ontvangen in de schoot van haar moeder, volgens de traditie Anna. Ze werd door God gevrijwaard van de besmetting van de erfzonde, met het oog op haar moederschap van haar Zoon Jezus Christus, de verlosser van de wereld. Volgens de katholieke geloofsleer bracht de bijzondere uitverkiezing van Maria met zich mee dat zij de enige mens in heel de geschiedenis is wier ziel nooit met enige zonde bevlekt geweest is, zelfs niet met de erfzonde.
Het dogma werd op 8 december 1854 met de pauselijke bul Ineffabilis Deus afgekondigd door paus Pius IX en zette onder katholieken een nieuwe golf van Mariaverering in gang.
In 'Ineffabilis Deus' verwijst paus Pius IX nog naar Besaleël (Exodus 31:1), aan wie volgens de woorden van God tot Mozes bijzondere gaven waren geschonken om alles voor te bereiden tot wat moet leiden tot de heiligste plaats der Verzoening. Het kernargument voor de onbevlekte ontvangenis is de uitspraak van de engel Gabriël bij de begroeting dat ze vol is van genade: κεχαριτωμένη (Luc. 1:28).
De bul eindigt met de toen gebruikelijke vervloeking van ieder die het waagde de woorden van de paus te betwijfelen of te verwerpen.

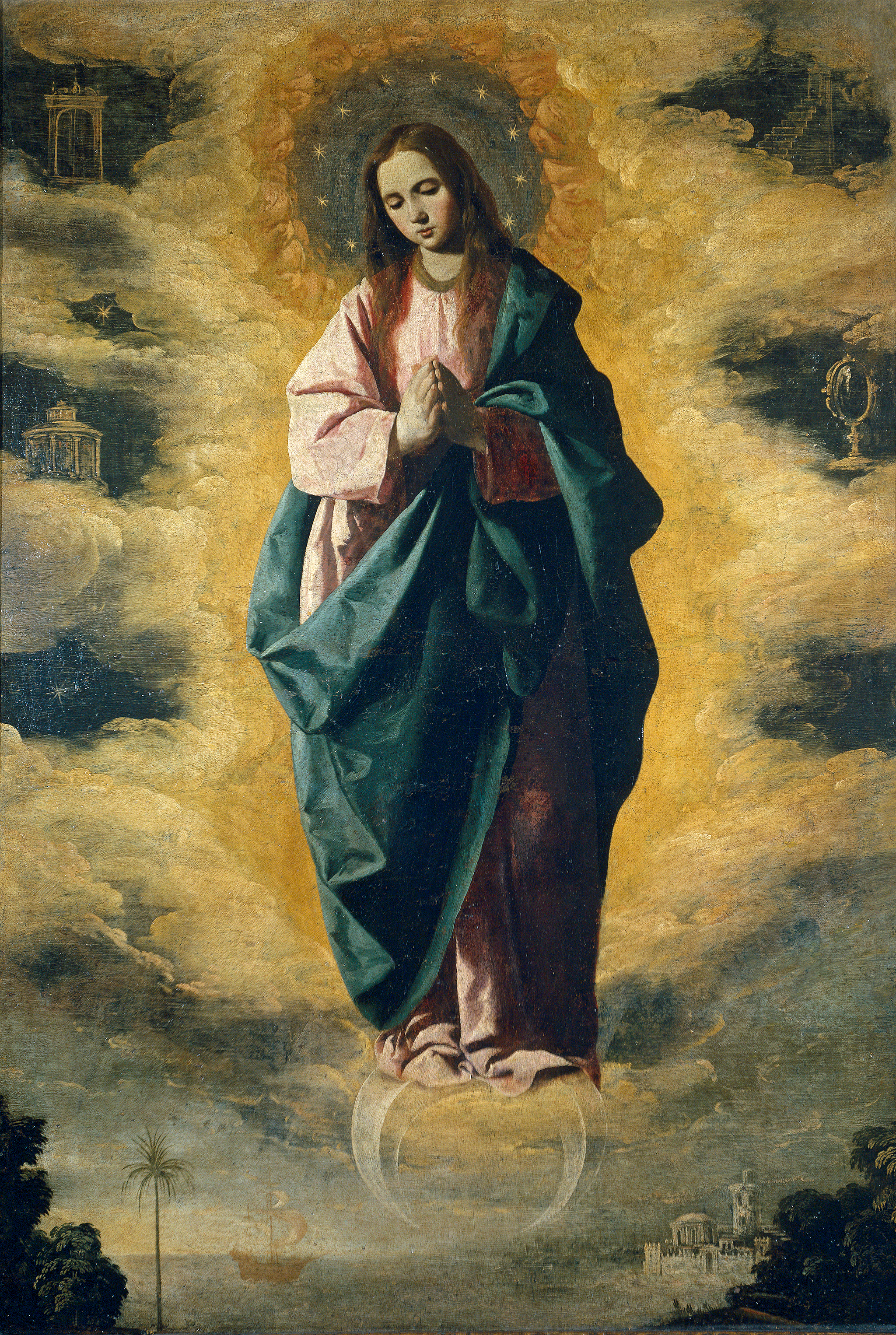
De Onbevlekte Ontvangenis, geschilderd in 1630-35 door Francisco de Zurbarán (Museo Nacional del Prado, Madrid)

## Omstreden
Omdat de onbevlekte ontvangenis niet expliciet vermeld wordt in de Bijbel, wordt dit leerstuk door de protestantse kerken, de Oud-Katholieke Kerk en de oosters-orthodoxe kerken afgewezen.
Van de kerkvaders was het met name Johannes Damascenus (676-749), die hield dat Maria vanaf haar conceptie zonder zonden was. De grote meesters van de scholastiek als Bernardus van Clairvaux (Doctor Mellifluus), Bonaventura (Doctor Seraphicus) en Thomas van Aquino (Doctor Angelicus) wezen de Onbevlekte Ontvangenis af; weliswaar zou Maria volgens hen al vóór haar geboorte, maar niet al bij haar conceptie van de erfzonde zijn gevrijwaard. In de veertiende eeuw koos de franciscaan Johannes Duns Scotus (Doctor Subtilis) toch voor de 'Onbevlekte Ontvangenis'; het leidde uiteindelijk tot meer dan een intellectuele strijd tussen de dominicanen en franciscanen waar ook pausen en koningen zich in mengden. Na het Concilie van Trente werd het feest van Maria Onbevlekte Ontvangenis in de rooms-katholieke kerk zonder veel ophef gevierd. In 1601 werd de Maria-aanroeping Mater immaculata (Onbevlekte Moeder) door paus Clemens VIII opgenomen in de Litanie van Loreto. Paus Gregorius XVI, de voorganger van Pius IX, hield het er nog bij dat zijn Kerk "neigde" naar de Onbevlekte Ontvangenis van Maria. De verschijningen aan Catharina Labouré in 1830, waarin Maria vroeg om het slaan van een medaille met de tekst "O, Maria, zonder zonden ontvangen, bid voor ons die onze toevlucht tot u nemen", die een enorme weerklank vonden, hebben het volksgeloof in de onbevlekte ontvangenis zeer doen toenemen. Paus Pius IX ten slotte, kondigde na een brede consultatie van bisschoppen in 1854 het dogma af, als eerste pauselijk dogma zonder voorafgaand concilie. Katholieken zien als bevestiging van dit dogma dat Maria zich in Lourdes op 25 maart 1858, op de feestdag van de ontvangenis van Jezus in haar eigen schoot, aan Bernadette Soubirous bekend maakte met de woorden: "Ik ben de Onbevlekte Ontvangenis".

## Verwarring
Het dogma van de Onbevlekte Ontvangenis wordt vaak verward met een ander dogma: dat van de maagdelijkheid van Maria - dit betreft de geboorte van Jezus, zonder voorafgaande gemeenschap met een man.

## Feestdag
In veel landen, waaronder Colombia, Italië, Spanje, Liechtenstein, Malta, Oostenrijk, Portugal en Zwitserland (gedeeltelijk) is het Feest van de Onbevlekte Ontvangenis van Maria een vrije dag. In het Franse Lyon wordt het feest van de Onbevlekte Ontvangenis van Maria sinds 1852 jaarlijks gevierd door de huizen en de stad te verlichten ter ere van Maria tijdens het Fête des lumières. Verder begeeft zich een stoet van de Cathédrale Saint-Jean naar de Notre-Dame de Fourvière, van oudsher om wassen kaarsen en gouden écu's aan de maagd Maria te schenken.
Als het hoogfeest van de Onbevlekte Ontvangenis van Maria op een zondag in de Advent valt, wordt het verplaatst naar 9 december.
In 2015 was deze dag tevens het begin van het Buitengewoon jubeljaar van de barmhartigheid.
Maria, de Onbevlekt Ontvangene is de patrones van het Bisdom Roermond.

## Vernoemd
- Spaanse vrouwenvoornaam Inma